# Невежин, Иван Андроникович
Ива́н Андрони́ков сын, Тимофе́ев (Ива́нъ Андрони́ковъ сынъ, Тимофѣ́евъ) или Неве́жин, Ива́н Андрони́кович (Невѣ́жинъ, Ива́нъ Андрони́ковичъ) (XVI век — после 1611 года) — печатный мастер Московской типографии в первой половине XVII века.

## Жизнь и деятельность

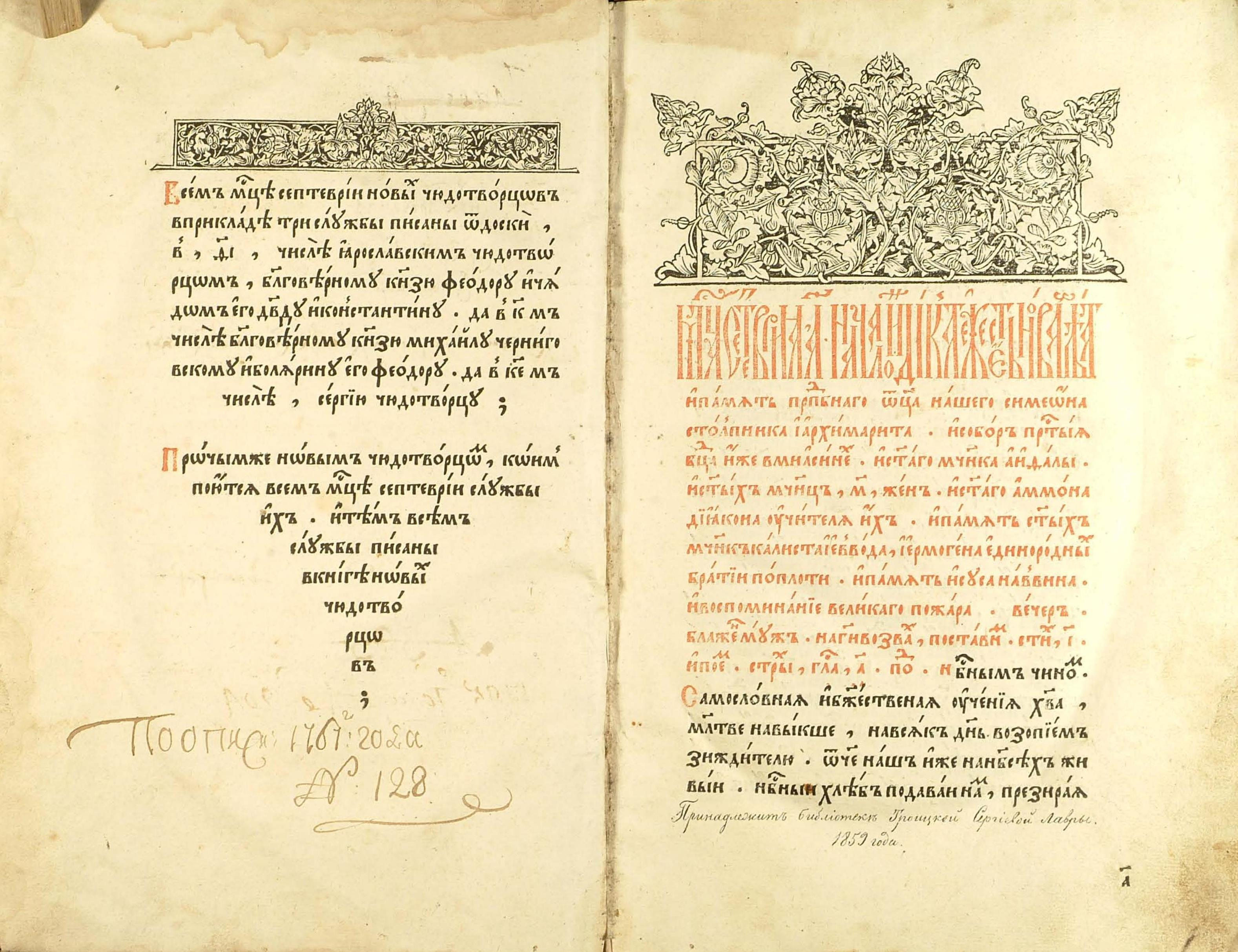
Первое славянское печатное издание первой книги — Сентябрь Минеи месячной 1607 года (типограф: Иван Андроников сын Тимофеев)

Иван является сыном Андроника Тимофеевича Невежи. Он был печатным мастером в Московской типографии с 1603 года до литовского разорения 1611 года, когда деятельность Печатного двора совершенно прекратилась. Начал он свою деятельность под руководством отца, и первую свою книгу он напечатал вместе с отцом. Это книга: «Часовник» была издана в 1598 году. Кроме неё, уже самостоятельно им были напечатаны после смерти отца: в 1604 году — «Триодь цветоносная»; в 1606 году — «Апостол»; в 1607 году — «Триодь постная». В 1607—1610 годах Иван начинает издание — «Минеи служебной», которая была до этого лишь в рукописном виде. Он успел издать только три тома из двенадцати: за сентябрь, октябрь, ноябрь месяцы. Затем в 1611 году наступает прекращение деятельности типографии. Оставшиеся месяцы «Минеи служебной» (начиная с декабря) возобновят печатать лишь в 1620 году, под руководством Иосифа Кириллова. С внешней стороны издания Ивана Андрониковича ничем не отличаются от предыдущих: та же полууставная азбука и орнаментовка, что и в изданиях его отца. Очень характерны послесловия Ивана Андрониковича к напечатанным им книгам по той безразличности, с которой он относился к переменам на московском престоле. В них он говорит о Борисе Годунове, как о царе, который о печатном деле «тщание велие имел и с прилежным усердием слова истины исправлял», с другой стороны, и царя Дмитрия называет «благочестия поборником и божественных велений изрядным ревнителем», а про Василия Шуйского пишет: «он государь премудрый возвещает таковое всемирное Божие просвещение» . Судьба его после разорения Печатного двора в 1611 году неизвестна. Его место при Михаиле Федоровиче занял его брат Алексей Андроникович, имевший в 1614 году под началом 16 человек.